# 真武山街道
真武山街道，是中华人民共和国贵州省黔西南布依族苗族自治州兴仁市下辖的一个乡镇级行政单位。

## 行政区划
真武山街道下辖以下地区：
真武山社区、马家屯社区、长耳营社区、三村和六村。